# 小西遼生
小西 遼生（こにし りょうせい、1982年2月20日 - ）は、日本の俳優、声優。東京都出身。キューブ所属。

## 来歴
高校生の時に文化祭でスカウトされ事務所へ所属。大学時代は事務所に籍だけ置いた状態で路上やライブハウスにて自作曲の弾き語りをしていた。人前で何かを表現する仕事に就きたいと思うようになり大学卒業後に本格的な活動を開始。
2005年10月放送の特撮テレビドラマ『牙狼-GARO-』へ、主人公の冴島鋼牙役で出演。格闘シーンやワイヤーアクションなど素面アクションにも挑戦した。同作品は自身の代表作の1つとなり、2013年2月公開の劇場版第2作『牙狼-GARO- 〜蒼哭ノ魔竜〜』まで主演を務めた。
2006年、牙狼の出演者（藤田玲、肘井美佳、渡辺裕之、京本政樹）と共に結成した音楽ユニット「GARO Project」にてボーカルを担当しCDデビューを果たす。
2007年1月19日、芸名を本名の小西 大樹から小西 遼生に改名した。
2015年5月末、契約満了に伴いスターダストプロモーションを退所。フリーを経て同年9月1日よりキューブに所属。

## 人物
- 趣味は、散歩・映画鑑賞・読書[1]。
- 特技は、アクション・ギター・歌[1]。ミュージカルやコンサートへの出演が多い。自身で作詞・作曲なども行う。
- 虫が大の苦手。『牙狼-GARO-』の地方ロケにて山や寺などで撮影した際、自身に向かって飛んでくる虫におびえていた[7]。

## 出演

### テレビドラマ
- 月曜ドラマシリーズ 盲導犬クイールの一生 第6話（2003年、NHK） - 川村幹男 役
- VICTORY!〜フットガールズの青春〜（2003年、フジテレビ） - 浩之 役
- ウルトラQ dark fantasy 第23話「右365度の世界〜ALICE in the 365 degree world〜」（2004年、テレビ東京） - 吉安光雄 役
- 無名（2004年、TBS） - 倉沢祐介 役
- 牙狼〈GARO〉シリーズ
  - 牙狼〈GARO〉（2005年 - 2006年、テレビ東京） - 主演・冴島鋼牙 役
  - 牙狼〈GARO〉スペシャル 白夜の魔獣（2006年、CSファミリー劇場） - 主演・冴島鋼牙 役
  - 牙狼〈GARO〉 〜MAKAISENKI〜（2011年、テレビ東京） - 主演・冴島鋼牙 役
  - 牙狼〈GARO〉-魔戒ノ花- 第24話（2014年、テレビ東京） - 雷牙の父（声） 役
  - 牙狼〈GARO〉-魔戒烈伝- 第12話（2016年6月、テレビ東京） - 冴島鋼牙 役
- 功名が辻 第3話「運命の再会」（2006年、NHK） - 竹中久作 役
- 恋話 〜ハナの恋物語〜（2007年、テレビ朝日） - 安西尚人 役
- 東京少女 瓜生美咲 第2話「目ン玉少女」（2008年、BS-i） - 水嶋直人 役
- 女子大生会計士の事件簿 第2話「株と法律と恋愛相談」（2008年、BS-i） - 橘健司 役
- LOVE GAME 第3話「12時間後、明日の結婚式までに親友の恋人を奪えたら1億円」（2009年、ytv） - 篠崎柊司 役
- たべるダケ 第2話、7話（2013年、テレビ東京） - 広告代理店 役
- 水木しげるのゲゲゲの怪談「妖怪枕返し」（2013年、フジテレビ）
- WOWOW 連続ドラマW「きんぴか」第3話（2016年、WOWOW）[8]
- かもしれない女優たち2016（2016年、フジテレビ）
- 家政夫のミタゾノ 第3話（2016年、テレビ朝日） - 徳山康介 役
- ドクターX〜外科医・大門未知子〜 第4期 第8話（2016年、テレビ朝日） - 八乙女悠太 役
- 恋がヘタでも生きてます 第5話 - 第7話（2017年、日本テレビ） - 黒川卓美 役
- ファーストペンギン! 第8話 - 最終話（2022年、日本テレビ） - 波佐間成志 役

### 映画
- 紀雄の部屋（監督 深川栄洋、2004年） - 後藤忠男 役
- ルナハイツ2（2007年） - 大久保雅春 役
- トリコン!!!リターンズ（2008年） - 葛城ユージ 役
- 平凡ポンチ（2008年） - イケメンに変身した真島アキ 役
- 花ゲリラ（2009年） - ユウスケ 役
- 非女子図鑑『男の証明』（2009年） - オーディションに来た男優2 役
- 悪夢のエレベーター（2009年）
- 神様ヘルプ!（2010年） - 朝倉孝明 役
- 牙狼〈GARO〉シリーズ
  - 牙狼〈GARO〉〜RED REQUIEM〜（2010年） - 主演・冴島鋼牙 役
  - 牙狼〈GARO〉～蒼哭ノ魔竜～（2013年)  - 主演・冴島鋼牙 役
  - 牙狼〈GARO〉-月虹ノ旅人-（2019年) - 冴島鋼牙、トリヲ 役
- いけいけ!バカオンナ～我が道を行け～（2020年）- 渡辺春樹 役

### テレビアニメ
- スクールランブル（2004年10月 - 2005年3月、テレビ東京） - 烏丸大路 役
- シュガシュガルーン（2005年7月 - 2006年6月、テレビ東京） - ピエール 役
- スクールランブル 二学期（2006年4月 - 9月、テレビ東京） - 烏丸大路 役

### OVA
- スクールランブル 三学期（2008年） - 烏丸大路 役

### ゲーム
- ドラゴンクエストソード 仮面の女王と鏡の塔（2007年） - ディーン 役

### PV
- 柴咲コウ 「眠レナイ夜ハ眠ラナイ夢ヲ」（2003年6月）
- Ruppina 「in the name of love」（2004年8月）
- 少女時代 「DIVINE」（2014年10月）

### ラジオドラマ
- 岩井俊二プロデュース・ラジオドラマ 円都通信「Bandage」（2005年、TOKYO-FM） - 雪也 役
- FMシアター「バンザイタイムマシン」（2021年、NHK FM）- 足立肇 役[9]

### WEBドラマ
- 世界一即戦力な男（2014年、無料動画配信サイト　フジテレビプラス） - 岩上貴洋 役
- フェイス -サイバー犯罪特捜班-　（2017年、Amazonプライム・ビデオ） - 小笠原拓馬 役

### インターネット
- 極上弾き語りスナック「スナック ラ♪ラ♪ラ」（2012年2月 - 12月、ニコニコ動画生放送）
- 生放送「春日町LaLaハウス」（2016年8月 - 12月、ニコニコ動画生放送）[10][11]
- マクアイドラマ「『It's a small world』第1話　チョコミント」、「『It's a small world』第9話　ウイルス」（2020年、Youtube）[12]

### バラエティ・その他
- 世界ウルルン滞在記「海を渡るトナカイの群れに…小西大樹が出会った」（2006年11月15日、TBS）
- こんなステキなにっぽんが「古本の街に生きて～東京都千代田区～」（2008年5月18日、NHK BSプレミアム）
- アジアンスマイル 「香港 幸せフォトグラフ」（2008年9月28日、NHK BS1） - ナレーション
- 戦国鍋TV 〜なんとなく歴史が学べる映像〜 うつけバー「NOBU」、ファイナルシーズン- NOBUママ/信長役、戦国武将がよく来るキャバクラ第11回- 高山右近役、戦国にほえろ!- 浜さん役（2010年、独立U局）
- くりぃむクイズ ミラクル9（2017年6月14日、テレビ朝日） - 有田チーム回答者
- シェイクスピア・ラン（2022年4月- 9月、BS松竹東急）[13] - ナビゲーター

### 舞台
- ミュージカル テニスの王子様（2004年） - 伊武深司 役
- リアルステージ HUNTER×HUNTER（2004年8月、シアターサンモール） - クロロ 役[14]
- レ・ミゼラブル（2007年・2009年、帝国劇場/博多座/中日劇場） - マリウス 役
- THE LIGHT IN THE PIAZZA（2007年12月、ル・テアトル銀座） - ファブリツィオ 役
- 歌謡シアター「ラムネ」〜木綿のハンカチーフ編（2008年3月、新宿FACE） - 今井克男 役
- 歌謡シアター「ラムネ」〜夢の途中編（2008年11月、あうるすぽっと） - 早川修一 役
- 江戸の青空 〜Keep on Shackin'〜（2009年5月 - 6月、世田谷パブリックシアター 他） - 文七 役
- ジェーン・エア - シンジュン 役、他
  - （2009年9月、日生劇場）
  - （2012年10月、日生劇場/11月、博多座）
- 戯伝写楽（2010年4月、青山劇場/シアターBRAVA!） - 喜多川歌麿 役
- カエサル －「ローマ人の物語」より－（2010年10月、日生劇場）- オクタヴィアヌス 役
- 黄金仮面（2011年2月- 3月、スペース・ゼロ 他） - 明智小五郎 役
- 風を結んで（2011年6月、シアタークリエ 他） - 加納弥助 役
- ドラキュラ（2011年8月- 9月、東京国際フォーラム 他） - ジョナサン 役
- 眠れぬ雪獅子（2011年10月- 11月、世田谷パブリックシアター 他） - ラルン 役
- 道化の瞳（2012年4月- 5月、シアタークリエ 他） - 里見貴行 / ハリー 役
- スリル・ミー - 彼 役
  - （2012年7月、天王洲 銀河劇場）
  - （2013年3月、天王洲 銀河劇場）
  - （2014年11月、天王洲 銀河劇場 他）
- 100歳の少年と12通の手紙（2012年9月13日・12月27日、東京グローブ座） - オスカー 役
- ピアフ（2013年1月 - 2月、シアタークリエ） - シャルル・アズナブール 役、他
- Next To Normal（2013年9月、シアタークリエ 他） - ゲイブ 役
- アトリエ・ダンカンプロデュース ロックミュージカル「ピンク スパイダー2014」（2014年2月- 4月、東京グローブ座 他）＊中止[15][16]
- ブラック メリーポピンズ - ハンス 役
  - （2014年7月、世田谷パブリックシアター）[17]
  - （2016年5月- 6月、世田谷パブリックシアター 他）[18]
- ガラスの仮面 - 速水真澄 役
  - （2014年8月、青山劇場）
  - （2016年9月、大阪松竹座/新橋演舞場）[19]
- 十二夜（2015年3月、日生劇場 他） - オーシーノ 役[20]
- シャーロック ホームズ2 〜ブラッディ・ゲーム〜（2015年4月- 5月、東京芸術劇場プレイハウス 他） - エドガー 役[21]
- ア・フュー・グッドメン （2015年6月、天王洲 銀河劇場） - ジャック・ロス大尉 役[22]
- End of the RAINBOW - ミッキー・ディーンズ役 / インタビュアー役
  - （2015年8月- 9月、DDD青山クロスシアター/サンケイホールブリーゼ）[23]
  - （2016年7月、俳優座劇場 他）[24]
- ダブリンの鐘つきカビ人間（2015年10月- 11月、PARCO劇場）[25]
- ミュージカル「フランケンシュタイン」 - アンリ・デュプレ / 怪物 役
  - （2017年1月- 2月、日生劇場 他）[26]
  - （2020年1月- 2月、日生劇場 他）[27]
- リーディングドラマ「シスター」（2017年3月11日、サンケイホールブリーゼ/5月8, 9日、CBGKシブゲキ!!）
- 魔都夜曲（2017年7月- 8月、Bunkamuraシアターコクーン 他） - 周志強（チョウ・チーチャン） 役[28]
- Japanese Musical「戯伝写楽2018」（2018年1月- 2月、東京芸術劇場プレイハウス 他） - 喜多川歌麿 役[29]
- 黒澤明 没後20年記念作品「ミュージカル 生きる」 - 小説家 役
  - （2018年10月、TBS赤坂ACTシアター）[30]
  - （2020年10月- 11月、日生劇場 他）[31]
- ナターシャ・ピエール・アンド・ザ・グレート・コメット・オブ・1812（2019年1月、東京芸術劇場プレイハウス） - アナトール 役[32]
- オリエント急行殺人事件（2019年7月- 8月、サンシャイン劇場 他）- エルキュール・ポアロ 役[33]
- 大嶋吾郎LIVE2020「音楽と朗読」（2019年11月11, 12日、天王洲アイルKIWA）- ゲスト朗読[34]
- ミュージカル「ジョセフ・アンド・アメージング・テクニカラー・ドリームコート」- ファラオ 役
  - （2020年4月、日生劇場/5月、オリックス劇場）＊中止　[35][36]
  - （2022年4月- 5月、日生劇場 他）[37]
- 「ある馬の物語」‐ 美の象徴ともいえる存在 役
  - （2020年6月‐ 7月、世田谷パブリックシアター）＊中止　[38][39]
  - （2023年6月- 7月、世田谷パブリックシアター/兵庫県立芸術文化センター）[40][41]
- STAGE GATE VR シアター vol.1 「Defiled-ディファイルド-」（2020年7月- 8月、DDD青山クロスシアター/博品館劇場）- ハリー/ブライアン  役※役替わり[42]
- ミュージカル・ゴシック「ポーの一族」（2021年1月- 2月、東京国際フォーラムホールC 他）- フランク・ポーツネル男爵 役[43][44]
- ミュージカル「GOYA」（2021年4月、日生劇場/5月、御園座）- サパテール（ゴヤの親友） 役[45][46]
- 青山メインランドグループファンタジースペシャル　ブロードウェイミュージカル『ピーターパン』） - フック船長・ダーリング氏 役
  - （2021年7月- 8月、めぐろパーシモンホール大ホール 他）[47]
  - （2022年7月- 8月、東京国際フォーラムホールC 他）[48]
- Musical 「DEVIL」 Japan プレビューコンサート（2021年9月、東京芸術劇場シアターウエスト）- X-BLACK 役[49]
- ミュージカル「魍魎の匣」（2021年11月、オルタナティブシアター）- 中禅寺秋彦 役[50][51]
- SLAPSTICKS（2021年12月- 2022年2月、シアタークリエ 他）- 19年後のビリー役[52][53]
- ミュージカル『フィスト・オブ・ノーススター～北斗の拳～』（2022年9月、Bunkamuraオーチャードホール /10月、 キャナルシティ劇場）- トキ 役[54]
- 舞台「キングダム」（2023年2月 - 5月、帝国劇場 他）- 昌文君 役[55][56]
- ミュージカル・ピカレスク『LUPIN〜カリオストロ伯爵夫人の秘密〜』（2023年11月- 2024年2月、帝国劇場 他） -シャーロック・ホームズ役[57]
- ミュージカル『王様と私』（2024年4月、日生劇場/5月、梅田芸術劇場） -クララホム首相 役[58]
- ミュージカル『鉄鼠の檻』（2024年6月、紀伊國屋サザンシアター TAKASHIMAYA/サンケイホールブリーゼ） - 主演・中禅寺秋彦 役[59][60]
- リーディング・ミュージカル『アンドレ・デジール 最後の作品』（2024年11月、シアターH） - 主演・エミール 役※髙橋颯とダブルキャスト[61]
- ミュージカル『ボニー&クライド』（2025年3月 - 5月、シアタークリエ 他） - バック 役[62][63]
- ミュージカル『バグダッド・カフェ』（2025年11月〈予定〉、シアタークリエ） - ルディ・コックス 役[64]
- ミュージカル『メリー・ポピンズ』（2026年3月 - 5月、東急シアターオーブ/5月 - 6月、梅田芸術劇場）- ジョージ・バンクス 役[注釈 1][65]

### ライブ
- Ryosei Konishi First Live with Joy（2011年1月21日、DUO MUSIC EXCHANGE）
- Ryosei Konishi 2nd Live“make smile”（2011年7月6日、赤坂BLITZ）
- 2011 countdown MINI LIVE & TALK SHOW（2011年12月28日、赤坂BLITZ）
- KONISHI RYOSEI MINI LIVE & TALK EVENT in OSAKA（2012年1月28日、梅田AKASO）
- KONISHI RYOSEI MINI LIVE & TALK EVENT in NAGOYA（2012年1月29日、ボトムライン）
- 夏だ♪まつりだ♪六本木♪スナックラ♪ラ♪ライブ＠ニコファーレ（2012年8月13, 14日、六本木ニコファーレ)
- ACTORS VOICE（2012年12月2, 5日、SHIBUYA-AX/なんばハッチ）
- 小西遼生 BIRTHDAY LIVE 2014 （2014年2月17日、原宿・Music Restaurant La Donna）
- 小西遼生ライブ＠Music Restaurant La Donna『LIFE』（2014年4月27日、原宿・Music Restaurant La Donna）
- 小西遼生×小坂明子 with A.NOTES Live『男と女』（2014年9月23日、目黒・BLUES ALLEY JAPAN、12月27, 28日、大阪高槻・MUSIC SQUARE 1624 TENJIN）
- 小西遼生ライブ＠Music Restaurant La Donna『cinema』（2014年10月14日、原宿・Music Restaurant La Donna）
- 小西遼生 BIRTHDAY LIVE 2015＠Music Restaurant La Donna（2015年2月8, 11日、原宿・Music Restaurant La Donna）
- 小西遼生ライブ（2015年7月19, 21, 23日、原宿・Music Restaurant La Donna/7月24, 25日、大阪高槻・MUSIC SQUARE 1624 TENJIN）
- 小西遼生 Birthday LIVE 2017 （2017年2月19日、名古屋ブルーノート/2月20日、ビルボードライブ大阪）
- cube三銃士「Mon STARS Concert ～Again～」（2018年2月20日、Bunkamuraオーチャードホール）※ゲスト出演[66]
- 小西遼生『飛魚』Release Anniversary LIVE in Tokyo （2018年8月10, 11日、恵比寿 ザ・ガーデンルーム）
- 小西遼生 Birthday LIVE 2019（2019年2月17日、横浜 LANDMARK HALL）
- 音月桂20th Anniversary Solo Live『Life-Size』（2019年3月16日、紀伊国屋サザンシアター）※ゲスト出演[67]
- 小西遼生 LIVE 2DAYS -空想改革-（2019年8月24, 25日、恵比寿 ザ・ガーデンルーム）
- Melancholic Autumn SESSION（2019年9月17日、BLUES ALLEY JAPAN）
- 小西遼生 Special LIVE in TOKYO 「MUSEUM」（2020年2月10, 11日、天王洲アイルKIWA）
- Broadcasting LIVE 「MUSEUM vol.2-FLOWERS-」（2020年6月21日、無観客配信）[68]
- KONISHI RYOSEI Broadcasting LIVE 2020 SUMMER 「LIVING-夏の心音-」（2020年8月14, 15日、無観客配信）[69]
- KONISHI RYOSEI Broadcasting LIVE 2020 「Bittersweet Xmas」（2020年12月25日、無観客配信）[70]
- KONISHI RYOSEI Broadcasting LIVE 2021 「STRINGS」（2021年5月16日、無観客配信）[71]
- KONISHI RYOSEI Special LIVE 2022 THE MAGIC HOUR（2022年2月27日、ビルボードライブ横浜）[72]
- 会田桃子アルバム『Momoko Aida』発売記念ライヴ（2022年8月3日、COTTON CLUB）※ゲスト出演[73]
- 無観客生配信LIVE「REC」（2022年11月21日、無観客配信）[74]
- KONISHI RYOSEI LIVE at COTTON CLUB 「The Winter Bird Cries」（2022年12月11日、COTTON CLUB）[75]
- KONISHI RYOSEI LIVE at COTTON CLUB 「薄明光線」（2024年2月17日、COTTON CLUB）
- 小西遼生×小坂明子「Moonbird's Lullaby」（2024年11月2日、COTTON CLUB/11月9日、Brooklyn Parlor OSAKA）

## 作品

### 写真集
- 66sixty-six（2007年6月、Angel Works） ISBN 4903620107

### DVD
- DOOR（2011年8月）

### CD
- NOSTALOGIC（2011年12月）
- Original Mini Album『飛魚』（2018年7月）
- 空想改革 -KONISHI RYOSEI LIVE 2019-（2020年1月）
- The sparkle of life is like a bubble（2023年3月）